# La Unión (Chile)
La Unión é a comuna capital da Província de Ranco, na Região de Los Rios, no sul do Chile.

## Localização
La Unión situa-se a 40 km ao norte da cidade de Osorno, e a 80 km a sudeste de Valdivia. A comuna, ocupa uma área de 2136,7 km² com uma população de 39.447 habitantes, dos quais 25.615 correspondem à população urbana (segundo dados do censo de 2002). Seu nome deriva do acidente geográfico mais importante do entorno: a confluência dos rios Llollelhue e Radimadi, afluentes do rio Bueno. Limita-se: a norte com Corral e Paillaco; a leste com Futrono e Lago Ranco; a sudeste com Río Bueno; a oeste com o Oceano Pacífico; a sul com San Juan de la Costa e San Pablo, na Região de Los Lagos.

## História

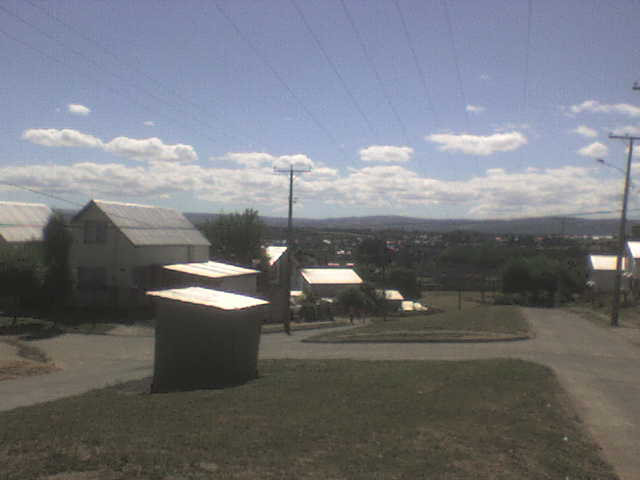
Vista de La Unión

Fundada durante o governo de Bernardo O'Higgins, a cidade foi pensada como centro de serviços agrícolas de El Llano ou Los Llanos, ao norte de Río Bueno. Sua fundação é atribuída a Cayetano Letelier. A cidade foi conhecida por suas cervejarias, cortúmes, moinhos (Moinhos Grob, Hoppe, Zarges), indústria láctea (a Cooperativa agrícola e leiteira La Unión - COLUN) e também pela recentemente desativada fábrica de linho (Linhos La Unión).  O Banco de Osorno y La Unión (posteriormente Bancosorno), antes de ser completamente absorvido pelo Banco Santander-Santiago foi testemunha de uma época de prosperidade da cidade. Ainda se conservam vestígios da arquitetura trazida pelos colonos alemaes que se fixaram na região.

## Turismo
A Municipalidade de La Unión organiza, o "Alerce Milenario de La Unión que visa estimular os autores, compositores e interpretes na criação e difusão da música folclórica chilena.